# Támara
Támara là một khu tự quản thuộc tỉnh Casanare, Colombia. Thủ phủ của khu tự quản Támara đóng tại Támara Khu tự quản Támara có diện tích 1136 ki lô mét vuông. Đến thời điểm ngày 28 tháng 5 năm 2005, khu tự quản Támara có dân số 6396 người.